# Gueréza límcová
Gueréza límcová, v české literatuře také gueréza bělovousá nebo gueréza královská (Colobus vellerosus), je druh opice z čeledi kočkodanovití (Cercopithecidae), podčeledi hulmanů (Colobinae) a rodu Colobus. Vyskytuje se v lesích západní Afriky od Pobřeží slonoviny až po západní Nigérii. Historicky byla považována za poddruh guerézy běloramenné (Colobus polykomos), k osamostatnění došlo teprve v 80. letech 20. století. Oba dva druhy se však mohou vzájemně křížit.
Gueréza límcová dosahuje velikosti přes 60 cm, přičemž obě pohlaví jsou zhruba stejně velká. Ocas je delší než tělo, opici pomáhá udržovat rovnováhu. Srst na celém těle dosahuje převážně černých odstínů, pouze obličej lemuje odstávající bohatý, čistě bílý, široký vous. Světlý je také huňatý ocas a stehna. Guerézy tvoří různorodé sociální skupiny, nejčastěji mnohosamcového-mnohosamicového charakteru. Živí se listy, plody a semeny, tuto potravu jim pomáhá trávit složený žaludek, který slouží jako fermentační komora. Březost trvá 5 až 6 měsíců, největší množství porodů spadá do období dešťů. 
Gueréza límcová je podle Mezinárodního svazu ochrany přírody (IUCN) o kriticky ohrožený druh. Populace této opice jsou extrémně fragmentovány vlivem lidských aktivit, hlavně lovu pro maso a luxusní kožešinu. Problematická je také ztráta přirozeného prostředí, přičemž tyto aktivity se nevyhýbají ani chráněným lokalitám, z nichž v mnohých případech tyto opice již vymizely. Podle IUCN k roku 2020 přežívá méně než 1 500 jedinců.

## Taxonomie
Gueréza límcová je součástí čeledi kočkodanovitých (Cercopithecidae), která náleží k úzkonosým opicím. Řadí se zde do rodu Colobus v rámci podčeledi hulmanů (Colobinae). Vědecké jméno zní Colobus vellerosus. Vyjma guerézy límcové zahrnuje rod Colobus čtyři další druhy, z nichž všechny jsou taktéž endemitními pro africký kontinent. Česky se zástupci tohoto rodu někdy nazývají černobílé guerézy, navzdory charakteristické barvě srsti dospělců se však jejich mláďata rodí výhradně světle zbarvená. Vyjma délky a barvy srsti se černobílé guerézy odlišují od ostatních gueréz také některými anatomickými a fyziologickými rozdíly (mj. odlišnou stavbou složeného žaludku), jakož i odlišnými behaviorálními projevy.
Postavení gueréz na fylogenetickém stromu podle Zinner & kol. (2019)

|  | gueréza angolská (C. angolensis)                                                                       |
|  | |
|  | \| \| gueréza běloramenná (C. polykomos) \| \| \| \| \| \| gueréza límcová (C. vellerosus) \| \| \| \| |
|  | |
|  | gueréza běloramenná (C. polykomos)                                                                     |
|  | |
|  | gueréza límcová (C. vellerosus)                                                                        |
|  | |

|  | gueréza běloramenná (C. polykomos) |
|  |                                    |
|  | gueréza límcová (C. vellerosus)    |
|  |                                    |

|  | gueréza angolská (C. angolensis)                                                                       |
|  | |
|  | \| \| gueréza běloramenná (C. polykomos) \| \| \| \| \| \| gueréza límcová (C. vellerosus) \| \| \| \| |
|  | |
|  | gueréza běloramenná (C. polykomos)                                                                     |
|  | |
|  | gueréza límcová (C. vellerosus)                                                                        |
|  | |

|  | gueréza běloramenná (C. polykomos) |
|  |                                    |
|  | gueréza límcová (C. vellerosus)    |
|  |                                    |

|  | gueréza angolská (C. angolensis)                                                                       |
|  | |
|  | \| \| gueréza běloramenná (C. polykomos) \| \| \| \| \| \| gueréza límcová (C. vellerosus) \| \| \| \| |
|  | |
|  | gueréza běloramenná (C. polykomos)                                                                     |
|  | |
|  | gueréza límcová (C. vellerosus)                                                                        |
|  | |

|  | gueréza běloramenná (C. polykomos) |
|  |                                    |
|  | gueréza límcová (C. vellerosus)    |
|  |                                    |

|  | gueréza angolská (C. angolensis)                                                                       |
|  | |
|  | \| \| gueréza běloramenná (C. polykomos) \| \| \| \| \| \| gueréza límcová (C. vellerosus) \| \| \| \| |
|  | |
|  | gueréza běloramenná (C. polykomos)                                                                     |
|  | |
|  | gueréza límcová (C. vellerosus)                                                                        |
|  | |

|  | gueréza běloramenná (C. polykomos) |
|  |                                    |
|  | gueréza límcová (C. vellerosus)    |
|  |                                    |

Guerézu límcovou poprvé vědecky popsal Isidore Geoffroy Saint-Hilaire roku 1834. Tento druh byl dlouhodobě veden jako poddruh guerézy běloramenné (Colobus polykomos). Teprve studie z raných 80. let 20. století, založená na analýzách lebečních rozměrů, barvy srsti, zeměpisného rozšíření a výrazného volání („řevu“) samců, odhalila, že se jedná o dva samostatné druhy. Autoři zároveň uvádějí, že hlasitá volání guerézy límcové jsou nejvíce podobná volání guerézy pláštíkové (Colobus guereza), což považují za společný odvozený znak těchto dvou druhů. Molekulární studie naopak považují guerézu límcovou a běloramennou za sesterské taxony, což dává větší smysl i z biogeografického hlediska.
S guerézou běloramennou se gueréza límcová úspěšně kříží a může vytvářet hybridizační zóny. Pro hybridní roj těchto dvou druhů, dnes již nejspíše vyhubený, bylo někdy používáno vědeckého jména dollmani. Z hlediska fenetické klasifikace je dollmani mnohem bližší gueréze límcové, a třetí vydání sborníku Mammal Species of the World považuje formu dollmani za synonymní k C. vellerosus. Dalšími synonymními pojmenováními jsou ursinus, leucomeras a bicolor. V české literatuře se lze setkat se synonymními jmény gueréza bělovousá a gueréza královská.
Gueréza límcová je monotypický druh, s počtem chromozomů 2n = 44. Toto chromozomální číslo je pro guerézy typické.

## Popis

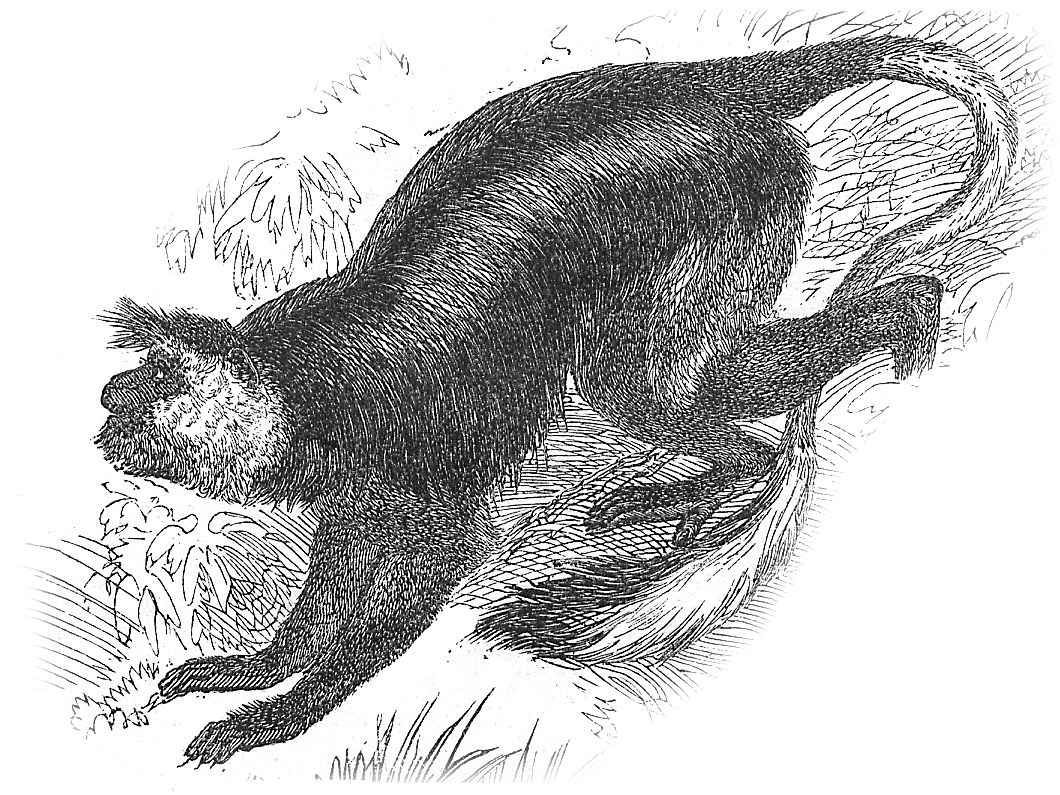
Gueréza límcová na starší kresbě

Gueréza límcová je středně velký druh opice s dlouhým ocasem, jenž plní rovnovážnou funkci. Obě pohlaví mají délku těla asi 60 až 67 cm, ocas je delší než tělo, u samců měří asi 83 až 93 cm, samice jej mají o něco kratší (73 – cca 90 cm). Délka přední končetiny činí u samců 19 až 21 cm, opět s o něco menšími hodnotami v případě samic. Ucho je dlouhé 3,1 až 3,8 cm.
Obě pohlaví jsou si tedy velikostně značně podobná, z hlediska tělesné hmotnosti jsou nicméně samci přece jen o něco mohutnější, váží 8,5 až 10 kg, zatímco hmotnost samic v průměru nepřekračuje 8 kg. Tělo těchto opic je výborně osvalené, končetiny jsou přizpůsobeny brachiaci, prsty jsou dlouhé a hákovité, čímž mohou napomáhat jistému úchopu. Přední končetiny mají zakrnělý palec, což je jeden z charakteristických znaků celé podčeledi hulmanů; samotné oborné rodové jméno „Colobus“, vycházející z řeckého „κολοβός“ („zakrnělý“), na tuto skutečnost poukazuje.
Gueréza límcová patří, spolu s guerézou černou, mezi nejtmavší druhy v rámci skupiny černobílých gueréz. Srst na celém těle dosahuje převážně černých odstínů, pouze obličej lemuje odstávající bohatý, čistě bílý, široký vous. Ramena jsou u tohoto druhu celá černá, zatímco příbuzná gueréza běloramenná se vyznačuje stříbřitou srstí na ramenou a přední části předloktí. Světle zbarvená jsou také stehna a mírně huňatý ocas. Černý a bílý vzor srsti zřejmě guerézám pomáhá rozbít obrysy těl ve stinném lesním porostu. Pás bílých chlupů nad očima je navíc u každé opice jinak tvarovaný, což může napomáhat rozpoznávání jednotlivců v tlupě. Mláďata jsou po narození bíle zbarvená, mezi 7 až 11 týdny začne jejich srst získávat šedavý odstín, okolo 12. týdne se jim vykresluje dospělé zbarvení. Typickým znakem tohoto druhu jsou také vyvinuté sedací mozoly, což je ztluštělá kůže na sedacích partiích, díky které mohou opice pohodlně sedět na větvích.
Gueréza límcová se vyznačuje mohutně rozvinutými slinnými žlázami, zuby mají vysoké hrbolky se střižnými lištami. Žaludek je velký a několikadílný, slouží ke štěpení celulózy. Jeho obsah může v jednu dobu tvořit až čtvrtinu hmotnosti jedince.

## Výskyt
Historický areál výskytu guerézy límcové, která žije endemitně v západní Africe, sahal od řek Komoé (na jihozápadě Burkiny Faso), Bandama a Nzi (Pobřeží slonoviny) východně přes Ghanu, Togo a Benin až do západní Nigérie. V takovém případě zahrnoval přes 380 tisíc čtverečních kilometrů území. Současný areál výskytu tohoto druhu je nicméně extrémně fragmentovaný a druh již na mnohých územích vymizel, a to včetně mnohých národních parků a rezervací. Opice dává přednost stálezeleným pralesům, poloopadavým lesům, žije i v sekundárních, lužních a bažinatých lesích. Horní hranice nadmořské výšky sahá k 500 m.

## Chování

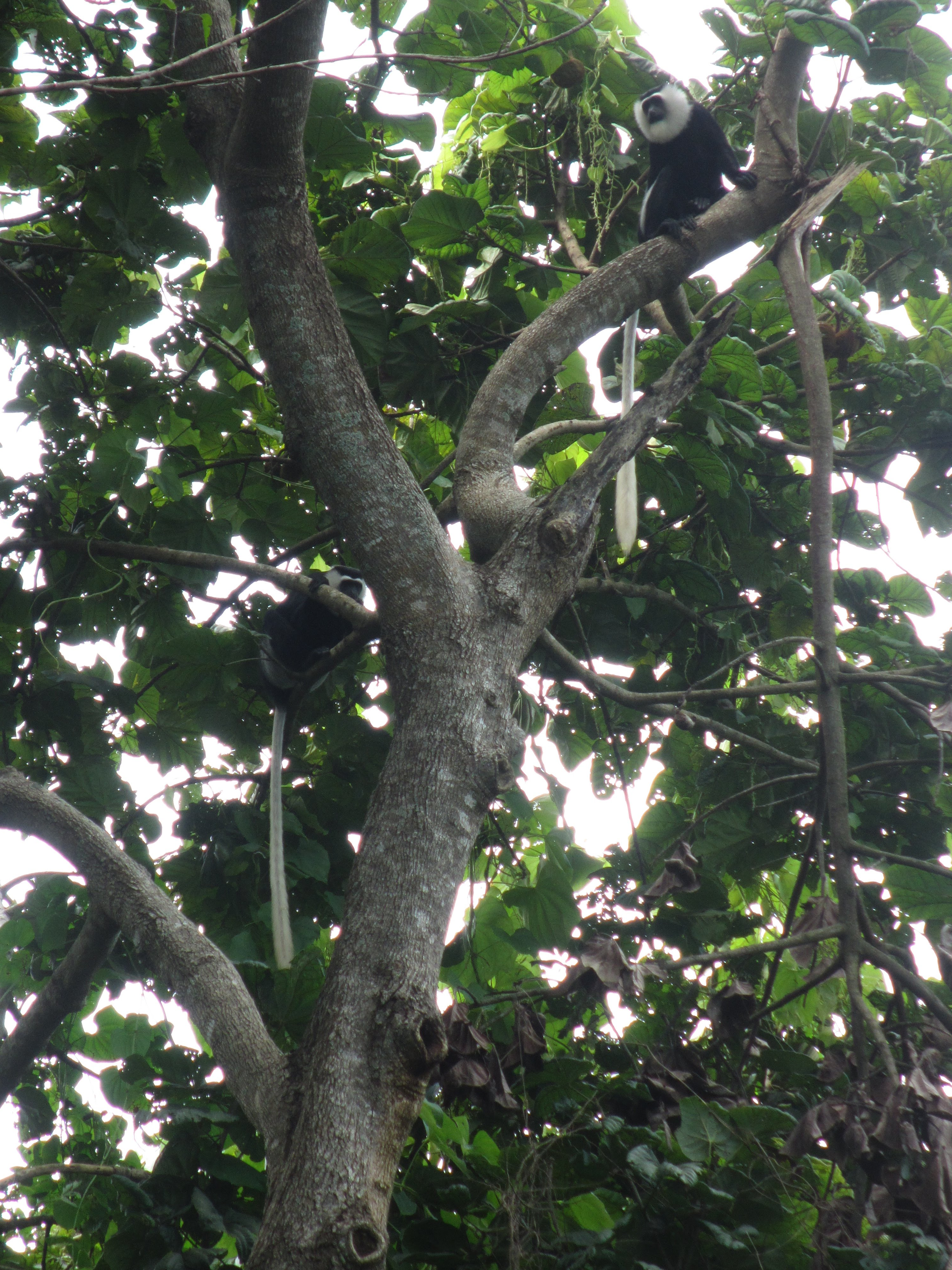
Guerézy límcové v Beninu

### Hierarchie
Guerézy límcové žijí v sociálních skupinách, přičemž počet jedinců v tlupě může být značně variabilní. Tlupy může tvořit pět nebo sedm jedinců, objevují se však i skupiny více než třicetihlavé. Tlupy mohou mít vnitřní uspořádání mnohosamcové-mnohosamicové, jednosamcové, případně mohou být tvořeny pouze samci. Nejčetnějším sociálním uspořádáním je mnohosamcová-mnohosamicová sociální struktura, avšak vždy s výraznou převahu samic. V rámci černobílých gueréz lze pozorovat i sociálnější druhy, například gueréza angolská (Colobus angolensis) se sdružuje do tlup, jež mohou čítat i několik stovek jedinců.
Ve vlhkém poloopadavém lese v ghanském Národním parku Bia si skupina o 13 až 18 opicích vydržovala roční domovské území o rozloze 31 ha. Vzájemné interakce mezi jednotlivými skupinami mohou být rozmanité, nemusí dojít k závažnějším sporům, nebo se naopak objevují vzájemné agresivní střety. V některých oblastech byly guerézy límcové pozorovány ve vícedruhových asociacích, například s různými druhy kočkodanů. Guerézy v ghanské opičí rezervaci Boabeng-Fiema se dokonce naučily reagovat na výstražné volání kočkodana Campbellova (Cercopithecus campbelli), s nímž společně tuto oblast obývají.
Dospělí samci si území vymezují hlasitým řevem, často sborovým, zejména v ranních hodinách. Poplašná volání, připomínající frkání, slouží k varování skupiny při spatření predátora, vokalizují tak všichni členové skupiny mimo nejmenších mláďat. Při pokusu o navázání kontaktu se jednotlivec může přiblížit k jinému členovi skupiny na vzdálenost asi 3 paží. Klidná reakce demonstruje dobré vztahy, naopak krátký řev, případně i poskakování, ztuhnuté nohy či otevřená ústa ukazují agresivní náladu.
Přirozenými predátory gueréz jsou velké kočkovité šelmy, draví ptáci, jako je orel korunkatý (Stephanoaetus coronatus), a pravděpodobně i šimpanzi.

### Potrava a denní režim
Gueréza límcová je denní a stromový druh, zdržuje se prakticky pouze ve stromoví, nicméně v savanových oblastech se může mezi lesními plochami přesouvat i po zemi. Podle výzkumů v posvátném lese Kikele v Beninu zde opice tráví asi 57 % dne odpočinkem, asi 26 % času pak zahrnuje konzumace potravy, asi 13 % přesun mezi jednotlivými stanovišti (opice denně v průměru urazí asi 300 m) a zbytek času je věnován sociálním aktivitám a ostatním činnostem. Důvodem, proč opice tráví tolik času odpočinkem, je nutnost trávení málo výživné potravy. Denní režim je však často ovlivněn i složením skupiny, protože početnější tlupy obecně tráví více času krmením a socializací než menší skupiny. Podle výzkumu dvou tlup opice věnují sociálnímu groomingu 0,8 – 1,2 % času, přičemž z drtivé většiny toto chování provádějí samice. Denní aktivity gueréz vyjma těchto obecných sociálních vzorců vykazují určité rozdíly v průběhu roku. V období sucha tyto opice tráví více času krmením a méně času přesuny ve srovnání s obdobím dešťů.
Jídelníček tvoří listy, plody a semena; guerézy v ekosystému představují rozptylovače semen. Málo výživnou rostlinnou potravu guerézám pomáhá trávit složený žaludek, který umožňuje fermentaci tuhého listového materiálu. V ghanské opičí rezervaci Boabeng-Fiema tvoří listy téměř 4/5 jídelníčku. Nezralé plody a semena guerézy požírají spíše sezónně. Vyjma rostlinné potravy se tyto opice občasně přiživí i některými bezobratlými, objevuje se i geofágie. Guerézy se krmí spíše brzy ráno, v poledne a během pozdního odpoledne.
V noci tyto opice spí ve stromových hnízdech. Stromy si guerézy většinou vybírají tak, aby se nacházely v blízkosti krmných oblastí. Spí většinou vysoko ve stromovém baldachýnu na velkých vzrostlých stromech s hustým olistěním. Vybírají si spíše středně velké větve mimo hlavní kmen, což má zřejmě snížit šanci polapení nějakým nočním stromovým predátorem. Místa na spaní guerézy rovněž pravidelně mění.

### Rozmnožování
O rozmnožování tohoto druhu není známo příliš velké množství informací. Porody jsou hlášeny z celého roku, takže období rozmnožování není striktně sezónní, největší množství porodů však přesto spadá do období dešťů (v západní Africe nastává v jarních a letních měsících), kdy je k dispozici největší množství potravy. Samci projevují touhu tím, že se dotýkají samic na bocích, obličeji nebo zádech, očichávají jejich genitálie, chytají je za boky, strkají do nich, nasedají na ně nebo jim olizují obličej. Pokud jsou samice připraveny se pářit, toto chování samcům oplácejí, jinak ale nevykazují žádné viditelné známky ovulace. Samci mohou projevovat žárlivé chování. K rozmnožování dochází ve 20měsíčních intervalech, délka březosti činí 5 až 6 měsíců. Vrh čítá jediné mládě.
Samice svá mláďata kojí, chrání a pečují o ně, starají se o ně navíc i jiní členové tlupy, rodičovská péče ze strany samců se ale neobjevuje. Ve skupinách s větším množstvím samců je naopak častá infanticida (až 38 % mláďat v Boabeng-Fiema z let 2003 až 2005 zemřelo v důsledku infanticidy). Útoky na kojence pocházejí především ze strany nepříbuzných samců. Úmrtí mláděte vede u matek ke zkrácení meziporodních intervalů, tito samci se tedy mohou s takovými samicemi sami dříve spářit. Některé výzkumy také naznačují, že cílem infanticidy se stávají především kojenci samčího pohlaví, ze strany samců tedy může jít také o jistou eliminaci budoucího sexuálního soupeře. Samice svá mláďata ve vícesamcových skupinách částečně chrání tak, že kopulují s několika samci, aby jim tak znesnadnily identifikaci, kdo z nich mláďata zplodil. Mláďata ve vícesamcových skupinách navíc rychleji získávají dospělé zbarvení, což také v určité míře brání infanticidě.
Samice dosahují pohlavní dospělosti ve věku asi 4 let a samci ve věku asi 6 let. Samci většinou svou rodnou skupinu opouštějí kolem 5. roku věku a následně se snaží integrovat do jiné skupiny. Podobné meziskupinové migrace mnohdy provádí několik samců z jedné skupiny najednou, často mohou být i vzájemně příbuzní. Alfa-samci nemigrují nikdy, mohou však provádět výpady do sousedních skupin, čistě jako demonstraci vlastní síly a dominance.
Délka života tohoto druhu není známá. Jiné guerézy mohou ve volné přírodě žít až 20 let, v zajetí pak i přes 30 roků.

## Vztah s lidmi

### Hrozby

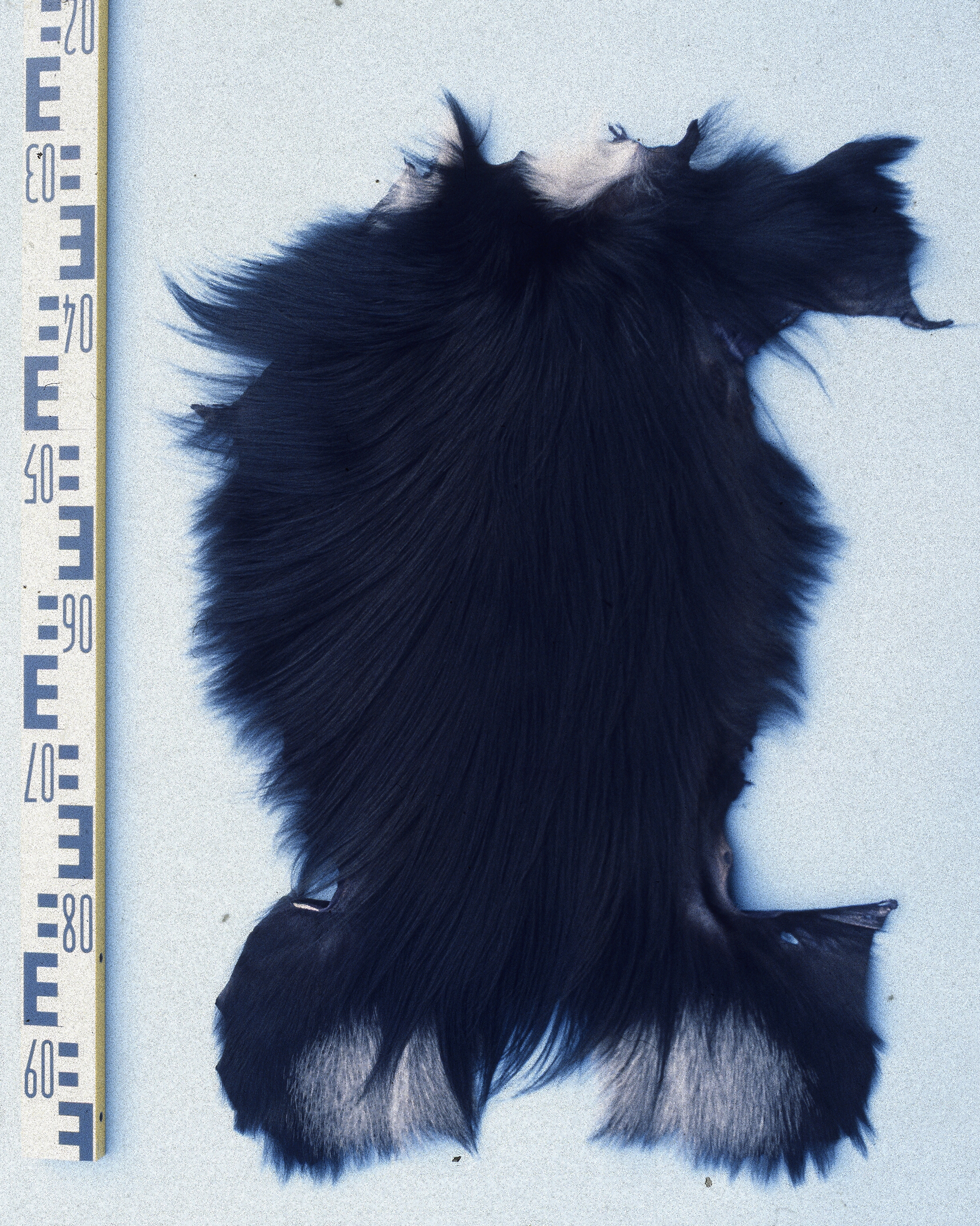
Gueréza límcová, kožešina

Hlavní hrozby, které guerézy ohrožují, zahrnují ztrátu přirozeného prostředí a lov. Například pouze v Ghaně vzrostla mezi lety 1995 a 2008 těžba dřeva, především nelegální, až o 600 %. Ztráta přirozených stanovišť se navíc nevyhýbá ani chráněným oblastem. Více než polovina lesních rezervací ve státech jako Pobřeží slonoviny, Togo a Benin byla vytěžena pro dřevo, případně zdejší lesy ustoupily pasteveckým oblastem a zemědělské půdě, v mnohých případech plantážím kakaovníků, kaučukovníků nebo olejných palem. Na tyto problémy se také nabaluje rostoucí lidská populace, vyžadující stále větší množství přírodních zdrojů, a občanské nepokoje.
Významnou hrozbou je však hlavně lovecký tlak ze strany lidí. Guerézy jsou loveny pro maso, kožešinu, případně i pro obchod se zvířaty. Kožešina gueréz je populární jak mezi místními obyvateli, tak v zámoří. Hlavní módní boom z tohoto pohledu nastal během 19. století, kdy byly do zámoří vyvezeny až dva miliony opičích kůží. Kvůli luxusní kožešině byla pronásledována především gueréza pláštíková, nicméně ani ostatním guerézám se lov zdaleka nevyhýbal. Jenom v 90. letech 19. století bylo z Ghany vyvezeno odhadem 190 tisíc kožek těchto opic, na začátku 20. století bylo z volné přírody odloveno asi 17 tisíc opic ročně. Guerézy límcové jsou dnes navzdory tomu pronásledovány primárně pro tzv. bushmeat, maso z buše, ceněné především místními komunitami. Lov a úbytek přirozeného prostředí navíc na velké části území není výrazněji omezován. Na několika místech jsou opice považovány za posvátné, avšak sociální změny vedou k postupnému oslabení a rozpadu těchto tradičních hodnot.

### Stav populací a ochrana

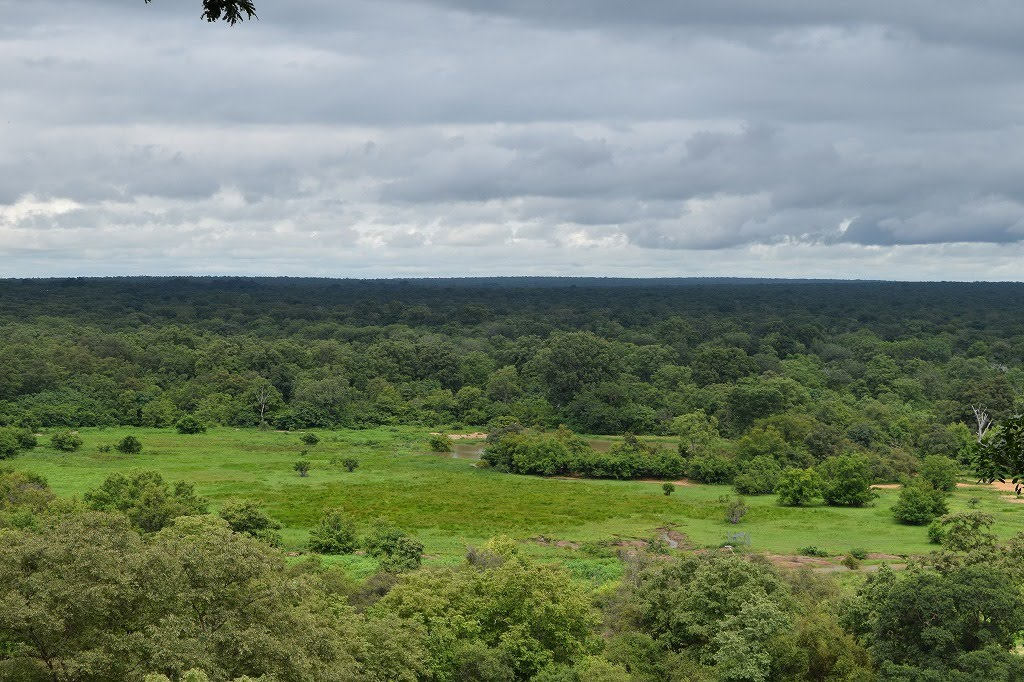
Pohled na Národní park Mole v Ghaně

V Pobřeží slonoviny byla gueréza límcová vyhubena téměř ve všech chráněných oblastech, kde se dříve vyskytovala. Přežívá nicméně minimálně na území Národního parku Comoé, kde byly skupinky gueréz pozorovány na přelomu let 2018 a 2019, dále v některých komunitních (Tanoé-Ehy) a posvátných lesích (Dinaoudi a Grébouo 1). V Ghaně byl tento druh rovněž vyhuben prakticky ze všech rezervací. Menší množství opic stále přežívá například v Národním parku Bia nebo Národním parku Mole, tyto populace však v průběhu posledních dekád postihly výrazné poklesy, přičemž pokračující devastace biotopů a lovecký tlak v Ghaně nejspíše vylučují obecnou existenci početnějších populací. Jediná stabilní populace v Ghaně přežívá v opičí rezervaci Boabeng-Fiema. Tato oblast je svou podstatou poměrně specifická, chrání les o rozloze jen asi 4,4 km2, ten ale poskytuje útočiště více než 200 geurézám límcovým, přičemž vyjma nich tu žijí stovky kočkodanů i jiných zástupců africké fauny. Opice jsou zde totiž považovány za posvátné a místní obyvatelé s nimi žijí v oboustranně harmonickém svazku. Zabíjet opice pro maso zde představuje tabu; mrtvým opicím zde místní naopak strojí řádné pohřební obřady. Toto chování má kořen nejspíše ve 30. letech 19. století, kdy místní věštec nařídil vesničanům, aby se „starali o opice“.
V Togu gueréza stále přežívá v Národním parku Fazao-Malfakassa, dále v komunitním lese Yikpa a v rezervaci Togodo u tožsko-beninské státní hranice. Pro opice z Togoda nicméně představuje vážnou budoucí hrozbu navrhovaný projekt přečerpávací vodní elektrárny na řece Mono. V Beninu druh stojí na pokraji vyhynutí a žije zde jenom několik populací (mj. v posvátném lese Kikele). V Burkině Faso již gueréza pravděpodobně vyhynula zcela. V Nigérii opice údajně stále přežívá na území Národního parku Old Oyo a Národního parku Kainji. V prosinci 2015 proběhl průzkum mapující existenci guerézy v Old Oyo a jiných lesních stanovištích západní Nigérie, ale přítomnost opice se nepodařilo potvrdit.
Mezinárodní svaz ochrany přírody (IUCN) celkovou velikost populace odhaduje na méně než 1 500 jedinců a guerézu límcovou považuje k roku 2020 za kriticky ohrožený druh. Zároveň uvádí, že za posledních 27 let populace poklesly o více než 80 %. Druh byl uváděn také v seznamu 25 nejohroženějších primátů světa, který IUCN pravidelně spoluvydává (vydání 2016–2018). Gueréza límcová spadá na přílohu II úmluvy CITES. Pro zachování druhu je nezbytné lepší prosazování zákonů o lovu, kvalitnější ochrana stanovišť a větší počet chráněných území. Další úsilí o ochranu mohou podpořit některé menší ekoturistické programy. Gueréza límcová není chována v zoologických zařízeních. IUCN roku 2020 vyzval Evropskou asociaci zoologických zahrad a akvárií (EAZA), aby se zasadila o vytvoření chovného programu v zajetí.